# Capital One
Capital One Financial Corp. ist ein US-amerikanisches Unternehmen mit Sitz in McLean, Virginia. Das Unternehmen ist im Aktienindex S&P 500 gelistet.
Das 1988 von Richard Fairbank und Nigel Morris gegründete Unternehmen bietet Finanzdienstleistungen verschiedener Art für seine Kunden an.

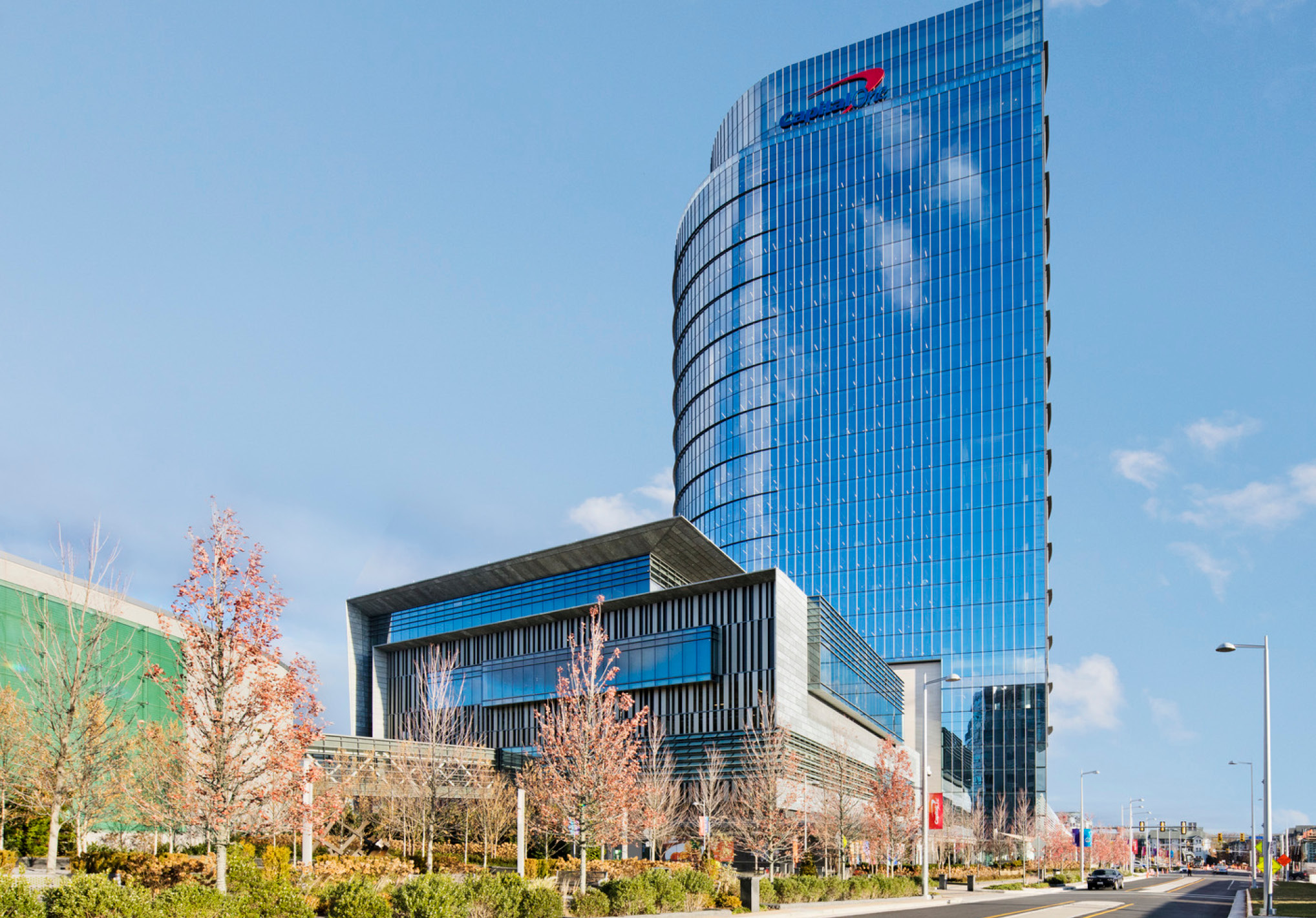
Capital One Gebäude in Tysons Corner, Virginia

In den Forbes Global 2000 der weltweit größten Unternehmen belegt Capital One 2019 Platz 130 mit einem Börsenwert von 41,2 Mrd. USD. Das Unternehmen kam Mitte 2018 auf einen Börsenwert von über 45 Mrd. USD.
Am 29. April 2019 reichten US-Präsident Donald Trump und Mitglieder seiner Familie sowie The Trump Organization Unterlassungsklage gegen Capital One und die Deutsche Bank ein, um die Herausgabe ihrer Finanzdaten an Ausschüsse des US-Senats, die entsprechende Subpoena erlassen hatten, zu verhindern. Laut eigenen Angaben gegenüber dem Gericht verfügte Capital One über keine Steuerunterlagen von Donald Trump.
Im Juli 2019 wurde bekannt, dass ein Hacker Daten von über 100 Millionen Kunden erbeutet hat.

## Übernahmen
2005 erwarb Capital One die aus New Orleans stammende Hibernia National Bank, 2007 wurde die North Fork Bank erworben.
2011 erwarb Capital One für insgesamt 9 Mrd. USD die „ING Direct USA“ von der niederländischen ING Groep. 6,2 Mrd. USD wurden von Capital One in bar bezahlt, für die restlichen 2,8 Mrd. erhält die ING 9,9 % der Aktien und steigt somit zum größten Einzelaktionär auf, ebenso erhält man einen Sitz im Vorstand.
Am 10. August 2011 wurde bekannt, dass Capital One von der britischen Bank HSBC deren Kreditkartengeschäft in den USA übernehmen wird, der Kaufpreis für die Sparte beträgt 2,6 Mrd. USD. Die Übernahme wurde im Mai 2012 abgeschlossen.
Eine weitere Übernahme folgte 2015 mit dem Erwerb der Sparte Capital, Healthcare Financial Services von General Electric. Im Februar 2024 vereinbarte Capital One die Übernahme des US-Kreditkartenherausgebers Discover.